# The Occidental Quarterly
The Occidental Quarterly är en amerikansk tidskrift som publiceras av Charles Martel Society. Dess uttalade syfte är att försvara "västeuropeiska folks kulturella, etniska och rasliga intressen" och undersöka "samtida politiska, sociala och demografiska trender som påverkar den västerländska civilisationens efterkommande". Southern Poverty Law Center anser att det är en "rasistisk tidskrift", medan historikern Tony Taylor beskriver publikationen som "en högerextrem rasbesatt amerikansk tidskrift". Andra källor har refererat till den som vit nationalistisk. David Frum och Max Blumenthal har kallat den pseudoakademisk.
Den betraktas som en del av alt-right-rörelsen i USA.